# Lycée Albert-Camus (Nantes)
Pour les articles homonymes, voir Lycée Albert-Camus.
Le lycée Albert-Camus est un établissement français d'enseignement secondaire général, technologique et supérieur situé à Nantes (Loire-Atlantique), dans le quartier Bellevue - Chantenay - Sainte-Anne. Il dépend administrativement des Pays de la Loire et de l'Académie de Nantes.

## Localisation
Le lycée Albert-Camus est installé 11 rue Étienne-Coutan, à l'extrême ouest de la ville, en lisière de la commune voisine de Saint-Herblain, sur un coteau bordant la Loire à proximité des immeubles du quartier Bellevue.

## Origine du nom
L'établissement porte le nom du	romancier, dramaturge, essayiste, philosophe et journaliste Albert Camus par décision du conseil municipal du 17 septembre 1968. Dans le hall du lycée figure une citation de l'auteur : 

« Sans vous, sans cette main affectueuse que vous avez tendue au petit enfant pauvre que j'étais, sans votre enseignement et votre exemple, rien de tout cela ne serait arrivé. »

 Le lendemain de la réception de son prix Nobel de littérature en 1957, Camus a adressé ce texte à celui qui fut son instituteur.

## Historique

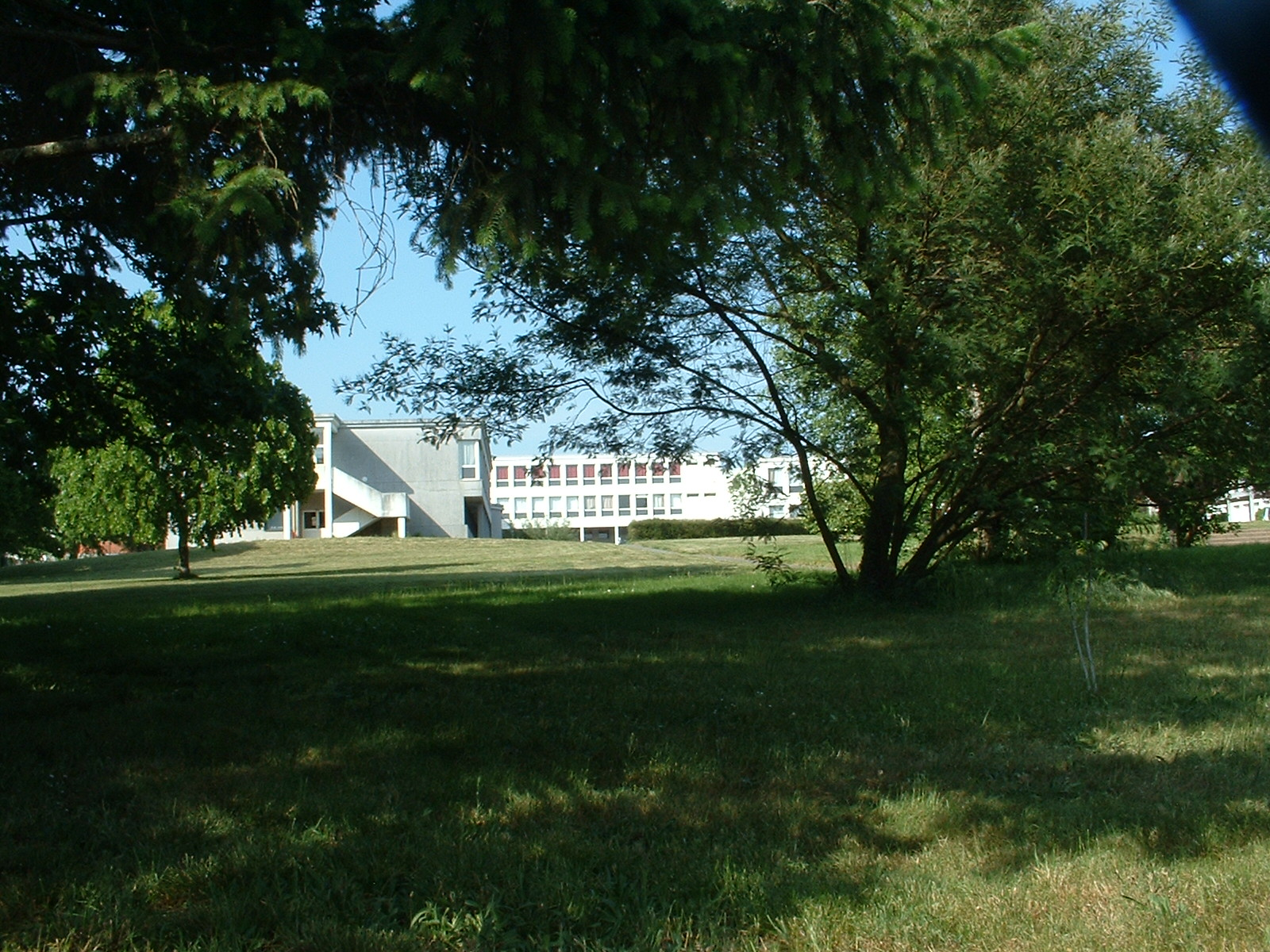
Parc du lycée.

À l'origine l'espace occupé par l'actuel lycée était le territoire de la seigneurie du Bois de la Musse, où au XVIe siècle les protestants se réunissent. De ce domaine, il ne reste qu'une allée de chênes et de marronniers d'inde centenaires.
La construction de la cité scolaire de la ZUP de Bellevue débute en 1967. Le financement en est assuré à 30 % par la ville de Nantes et à 70 % par l'État. Le projet prévoit l'ouverture d'un lycée classique et moderne, d'un lycée technique et commercial, et d'un collège d'enseignement technique commercial. En octobre 1967, ce sont 150 élèves qui entament leur année scolaire dans le collège, qui va devenir lycée professionnel Jean-Jaurès, qui sera inclus jusqu'en 1990 dans le lycée Albert-Camus.
Le lycée proprement dit accueille 13 élèves à la rentrée 1968. Une filière BTS s'ouvre en 1988, contribuant à l'augmentation du nombre d'élèves : ils sont 1 400 en 1990. Les locaux arrivent à saturation, et pour résoudre ce problème le collège Jean-Jaurès déménage dans l'ancienne école primaire rue Jamet. Cette même année 1990, on procède à une extension des bâtiments, une aile supplémentaire est bâtie. Dans sa forme actuelle, le lycée accueille 800 élèves, comporte un self assurant la restauration scolaire et dispose d'un réseau informatique performant. Il est le premier lycée à tester une expérimentation de virtualisation avec plus de 400 clients légers.
Les lycéens peuvent accéder à des ateliers théâtre, cinéma et audiovisuels (options), et bénéficier d'échanges linguistiques, de voyages de découverte. L'accent est mis sur l'éducation au développement durable.
Un appariement est en cours avec le lycée de Ndiaganiao au Sénégal.

## Classement du Lycée
En 2015, le lycée se classe 44e sur 46 au niveau départemental quant à la qualité d'enseignement, et 2009e sur 2311 au niveau national. Le classement s'établit sur trois critères : le taux de réussite au bac, la proportion d'élèves de première qui obtient le baccalauréat en ayant fait les deux dernières années de leur scolarité dans l'établissement, et la valeur ajoutée (calculée à partir de l'origine sociale des élèves, de leur âge et de leurs résultats au diplôme national du brevet).

## Enseignement
Source : Académie de Nantes.

### Second cycle
Baccalauréat général
- Bac. général : série économique et sociale (ES).
- Bac. général : série scientifique sciences de la vie et de la terre (S SVT).
- Bac. général : littéraire L

Baccalauréat technologique
- Bac. Sciences et Technologies du Management et de la gestion (1res STMG).
- Bac. Ressources humaines et Communication (STMG).
- Bac. Gestion et finance (STMG).
- Bac. Mercatique (Marketing) (STMG).

### Après le baccalauréat
Brevet de technicien supérieur (BTS).
- BTS Comptabilité gestion des organisations.
- BTS Management unités commerciales.
- BTS Professions immobilières.

### Langues
- Allemand langue vivante 1 (LV1) et langue vivante 2 (LV2).
- Anglais LV1 et LV2, LV renforcé.
- Arabe LV1 et LV2 corresp.
- Espagnol LV2, LV renforcé.
- Italien LV2, LV3, LV3 corresp.
- Section anglais européenne.

### Options
- Cinéma-audiovisuel.
- Droit et grands enjeux du monde contemporain
- Principes fondamentaux de l'économie et de la gestion
- Mathématiques.
- Mesures physiques et informatique.
- Physique-chimie.
- Sciences de la vie et de la terre.
- Sciences économiques et sociales.
- Théâtre-expression dramatique.
- EsaBac section binationale franco-italienne

## Compléments